# Tomáš Kratochvíl (režisér)
Tomáš Kratochvíl (* 31. října 1983 Brno) je český režisér a scenárista, věnující se převážně dokumentární tvorbě. Vystudoval obor studium humanitní vzdělanosti na Fakultě humanitních studií Univerzity Karlovy v Praze a jeden rok studoval také na katedře střihu na FAMU. Je autorem několika dokumentárních a hraných filmů zaměřených hlavně na problematiku Romů a pravicového extremismu, jmenovitě Shakespeare v ghettu, Gadžo, Češi proti Čechům a Ubytovny. Vedle toho se režisérsky i scenáristicky podílel na chorvatsko-českém studentském celovečerním povídkovém filmu Úly, který vznikl v roce 2012.

## Filmografie
- Hra o bláznech a lidech (2007) (amatérský film)
- Ruka (2011) (studentský film)
- Úly (2012) (studentský film)
- Shakespeare v ghettu (2012)
- Gadžo (z cyklu Český žurnál, 2014)
- Češi proti Čechům (2015)
- Ubytovny (z cyklu Český žurnál, společně s Ivanou Mariposa Čonkovou, 2015)
- Uprchlíci (2016)
- Spolužáci (z cyklu Český žurnál, 2017)